# Venus of the South Seas
Venus of the South Seas er en amerikansk stumfilm fra 1924 instrueret af James R. Sullivan.

## Medvirkende
- Annette Kellerman som Shona Royal
- Roland Purdie som John Royal
- Norman French som John Drake
- Robert Ramsey som Robert Quane